# Jehú
Jehú (hebrejsky: יֵהוּא‎, Jehu), v českých překladech Bible přepisováno též jako Jéhu, byl v pořadí desátým králem Severního izraelského království a zakladatelem čtvrté dynastie panovníků tohoto království. Jeho jméno se vykládá jako „On (je) Hospodin“. Dle názoru moderních historiků a archeologů vládl asi v letech 842 až 814 př. n. l. Podle kroniky Davida Ganse by však jeho kralování mělo spadat do let 3055–3083 od stvoření světa neboli do rozmezí let 707–678 před naším letopočtem, což odpovídá 28 letům vlády, jak je uvedeno v Druhé knize králů.

## Život
Jehú byl synem jistého Jóšafata, syna Nimšího, a původně velel izraelskému vojsku za krále Jórama a možná již za předchozích dvou králů. Prorok Elíša jej však nechal skrze svého žáka tajně pomazat za krále s příkazem od Hospodina, aby vybil dům svého pána Achaba, což zahrnovalo všechny možné královské nástupce z Achabových potomků včetně Jórama a jeho matky Jezábel. Jehú se po svém pomazání ihned zhostil úkolu a s tlupou vojáků vyrazil do Jizreelu, kde se po svém zranění v boji zotavoval král Jóram. V té době byl u Jórama v Jizreelu na přátelské návštěvě judský král Achazjáš. Když oba králové viděli, že se k Jizreelu blíží Jehú se svými vojáky, vyjeli mu naproti v domnění, že pro ně má nějakou naléhavou zprávu. Jehú však po několikerém prohození slov napjal luk a vystřeleným šípem Jórama usmrtil. Když to spatřil král Achazjáš, dal se na útěk, ale byl raněn a později i usmrcen. Mezitím Jehú se svými vojáky vstoupil do Jizreelu a poručil služebníkům Jezábel, aby svou paní shodili z okna paláce. Tak zemřela králova matka. Nakonec nechal v Samaří pobít všechny Achabovy potomky a shromážděné ctitele Baala. I když Tanach hodnotí Jehúovo vymýcení kultu Baala pozitivně, zazlívá mu, že se nedržel Tóry a v Izraeli neodstranil jiný modloslužebný kult, a sice kult „zlatých býčků, kteří byli v Bét-elu a v Danu.“
Po celou dobu Jehúovy vlády bylo království severního Izraele ve válečném stavu s Judským královstvím a časem byla část území Izraele okupována vojskem aramejského krále Chazaela. Po smrti Jehúa usedl na izraelský trůn v Samaří jeho syn Jóachaz.